# منطقة رطبة
المناطق الرطبة هي كل وسط تغمره المياه كليا أو جزئيا، أو به نسبة من المياه أو رطوبة يكون ذلك خلال كامل السنة أو لفترة مؤقتة، هي أوسط حيوية جدا هامة لبعض الكائنات الحية يتعلق الأمر بالحيوانات والنباتات، وهي تستقطب خاصة الطيور المائية (الشتوية) المهاجرة التي تعبر القارات. والمنطقة الرطبة قد تكون طبيعية أو اصطناعية.

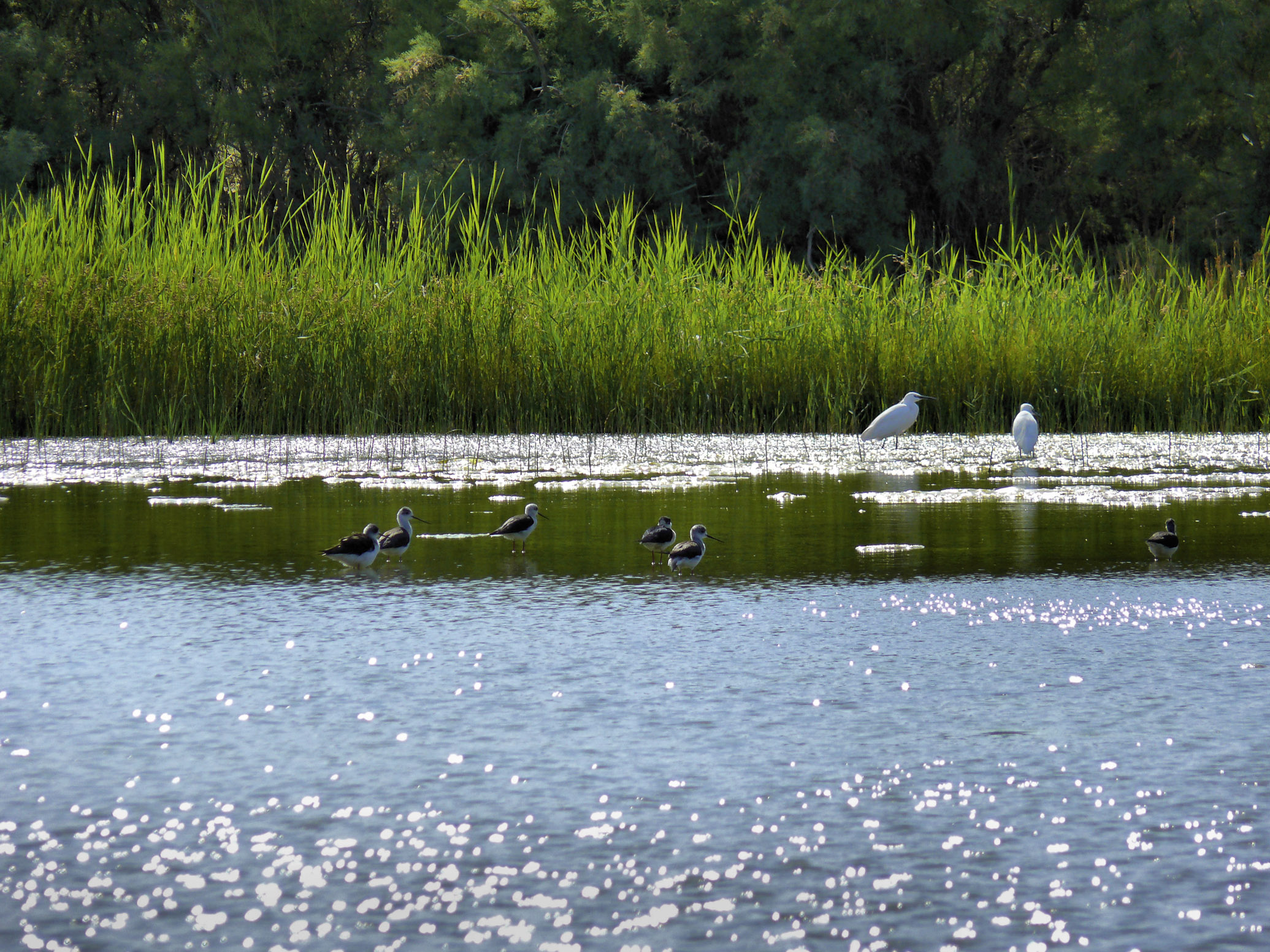
محمية الأزرق بالأردن تتكون من البرك والمستنقعات وهي واحة مائية.

توجد الأراضي الرطبة في كل قارة، باستثناء القارة القطبية الجنوبية. والمياه في الأراضي الرطبة إما أن تكون مياه عذبة أو مياه مسوسة أو مياه مالحة. يتم تعريف الأنواع الرئيسية للأراضي الرطبة على أساس النباتات السائدة ومصدر المياه. على سبيل المثال، المستنقعات هي الأراضي الرطبة التي تهيمن عليها النباتات العشبية الناشئة مثل القصب والبردي والحشائش. المستنقعات تهيمن عليها النباتات الخشبية مثل الأشجار والشجيرات (على الرغم من أن مستنقعات القصب في أوروبا يهيمن عليها القصب وليس الأشجار). غابات المانغروف هي الأراضي الرطبة مع أشجار المانغروف والنباتات الخشبية الملحية التي تطورت لتحمل المياه المالحة.

## المناطق الرطبة الطبيعية
- البحيرات والبحيرات المالحة
- المستنقعات
- الأنهار
- المروج
- السباخ
- الرخاخ أو المغيض
- الفينات
- الاهوار

## المناطق الرطبة الاصطناعية
- السدود
- المحاجر المائية